# Antony
Antony er en stor fransk provinsby. Den er beliggende i departementet Hauts-de-Seine.